# Adolf Šlégl
Adolf Šlégl (26. listopadu 1855 Klatovy – 17. listopadu 1933 Beroun) byl český pedagog, archeolog, dramatik, publicista a osvětový pracovník.

## Životopis
Narodil se v rodině krejčího Jiřího Schlegla (1822/1823) a Anny Schleglové-Lehnerové (1824/1825). Měl bratra Františka (1851).
Po studiu na gymnáziu a učitelském ústavu obdržel místo učitele ve Švihově, v Klatovech a poté v Chlumčanech. V roce 1899 se stal řídicím učitelem v Měčíně, v roce 1904 v Žinkovech.
Kromě práce pedagogické se věnoval osvětě, např. ve Spolku divadelních ochotníků nebo byl členem Okresní hasičské jednoty politického okresu Přeštického. Jeho velkou zálibou byla archeologie, ve které dosáhl významných objevů, jak dokládá expozice i depozitář klatovského muzea (př. Koubova skála).
Velmi platných služeb prokázali však správě musejní zvláště pp.: Adolf Šlégl řídicí učitel v Žinkovech, věnováním své pečlivě konzervované a bezprostřední installace schopných nálezů praehistorických z mohyl a sídlišť Dobřanských …
Věstník Městského musea v Klatovech 1912
Stal se poradcem majitele panství Colloredo-Mansfelda a později poradcem barona Karla Škody. U jeho rodiny pak působil na jejich zámku Zbiroh, kde se 1. 6. 1926 oženil s Marií Tučkovou.

## Dílo

### Dramatické práce
- Bible: komedie o jednom jednání – Praha: M. Knapp, 1886
- Svědomí[3]
- Za svobodu: historický obraz z dob velkého povstání v 5 dějstvích – Praha: M. Knapp, 1895
- Ondřej Černyšev[5]
- Bludná srdce: vesnické drama o čtyřech dějstvích – Praha: M. Knapp, 1922
- Pomsta: drama na vsi o dvou dějstvích: psáno na základě skutečné události – Praha: M. Knapp, 1922

### Jiné[3]
- Noci k jitru [veršovaná práce]
- Víla šumavská [báseň]
- Příspěvky k místopisu kraje Plzeňského
- Zemské stezky v Kraji Plzeňském
- Píseň: [hudebnina] – Alois Ladislav Vymetal; slova Adolf Šlégl: Kutná Hora, Česká hudba
- Politický okres přeštický: vylíčení statistické, kulturní a historické zastupitelských okresů přeštického a nepomuckého slovem i obrazem. I. Část všeobecná – Antonín Marčan a Adolf Šlégl. Přeštice: Cyrill M. Homan, 1905
- Politicky okres přeštický: vylíčení statistické, kulturní a historické zastupitelských okresů přeštického a nepomuckého. II. Část zvláštní – Adolf Šlégl. Přeštice: C. M. Homan a Antonín Ouřada, 1925
- Co mi lebka vyprávěla[6]
- S večera[7]